# Joan Torrents i Maymir
Joan Torrents i Maymir (Barcelona, 25 d'octubre de 1901 - Barcelona, 4 de desembre de 1989). Va ser un músic i lletrista català, germà d'Anton Torrents i Maymir, compositor, violinista i contrabaix.

## Biografia
Als sis anys comença a estudiar violoncel amb Gaspar Cassadó i Moreu. Als onze anys fa el seu primer concert en solitari al teatre Bartrina de Reus. Continuà rebent classes del mestre Pau Casals i esdevingué primer violoncel de l'Orquestra de Pau Casals al Teatre del Liceu. També va actuar al Gran Cafè Espanyol per preus mòdics per a la gent treballadora, junt amb el mestre Ricard Lamote de Grignon.
A causa del seu sentit pacifista no va voler agafar el fusell a la Guerra Civil Espanyola del 1936-39 i va estar tocant el trombó a la banda de música de l'exèrcit republicà. Al final de la guerra va patir la repressió del règim franquista per català i va estar tancat un temps en un camp de concentració.
Quan en va sortir, es va trobar que ningú el contractava per interpretar música, a causa de les pressions franquistes: el que es coneix com "El pacte de la fam".
Joan Torrents i Maymir es va casar amb Antonia Turmo i Cabré amb qui tingué dues filles, la Mercè i la Núria. La primera, Mercè Torrents i Turmo, va esdevenir pianista compositora amb el temps. Mentrestant, Joan Torrents va fer feines diverses i, finalment, va actuar amb l'Orquestra Meravella dels antics escolanets de Montserrat. També començà a tocar a les festes majors sota el pseudònim de Tom Bird i va crear l'Orquestra Gran Gala, on tocà el trombó i més tard el contrabaix. També el van cridar perquè actués a les esglésies com a violoncel solista, instrument que mai va deixar de tocar. A més a més, posava lletra a la música dels compositors que li ho demanaven, entre els quals cal destacar la seva filla Mercè.
Al llarg dels anys va formar part de l'Orquestra Filarmònica de Barcelona, l'Orquestra del Gran Teatre del Liceu, l'Orquestra de Cambra del Reial Cercle Artístic de Barcelona, el Quintet Barcelonès, el Quintet Vilalta, entre d'altres. Al final de la seva vida laboral va ser inspector de l'SGAE, etapa en què va procurar que tots els músics cobressin per les obres que enregistraven.
Va compondre la sardana "Les tres gràcies", entre d'altres.